# Llallagua

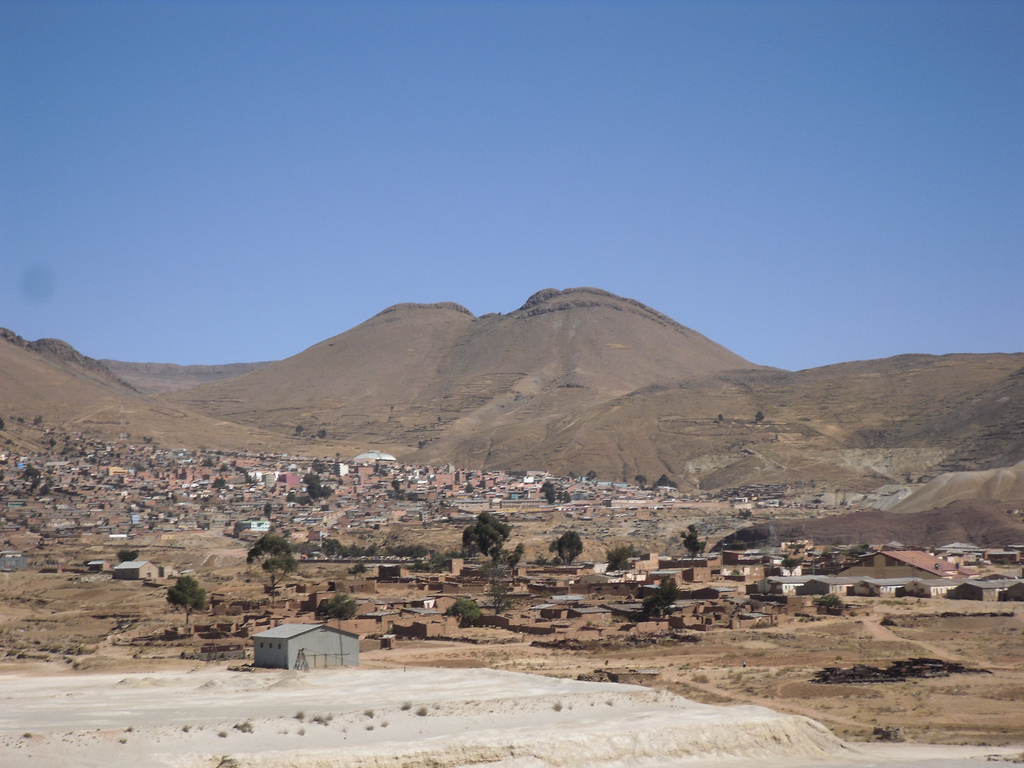
Llallagua

Llallagua este un oraș din Bolivia, situat la cca. 300 km de capitala La Paz, la înălțimea de 3.800 metri deasupra nivelului mării. Llallagua este un centru de exploatare mineră și are o populație medie de cca. 30.000 de locuitori.